# سلاح ضدزیردریایی

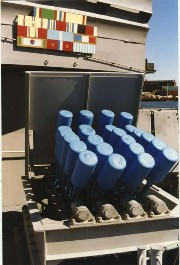
پرتاب کننده شارژ عمقی Hedgehog

سلاح ضدزیردریایی (انگلیسی: Anti-submarine weapon) (ASW) به هر یک از تعدادی از وسایلی گفته می‌شود که برای مقابله با یک زیردریایی و خدمه آن، غرق و نابود کشتی یا کاهش توانایی آن به عنوان یک سلاح جنگی در نظر گرفته شده‌است. در ساده‌ترین معنای آن، یک سلاح ضد زیردریایی معمولاً یک پرتابه، موشک یا بمبی است که برای از بین بردن زیردریایی‌ها بهینه شده‌است.